# Эта Хамелеона
Эта Хамелеона (лат. η Chamaeleontis) — звезда в созвездии Хамелеона. Обладает видимой звёздной величиной 5,5, при этом едва видна невооружённым глазом. На основе измерения годичного параллакса космическим аппаратом Hipparcos была получена оценка расстояния до звезды, равная 310 световым годам (95 парсеков).
Эта Хамелеона принадлежит спектральному классу B8V, то есть является звездой главной последовательности Такие звёзды в несколько раз массивнее Солнца и обладают эффективной температурой от 10000 K до 30000 K. Эта Хамелеона всего лишь в 3,2 раза массивнее Солнца и обладает температурой около 12500 K, что свойственно подклассу B8.
Эта Хамелеона является ярчайшей и наиболее массивной звездой в скоплении Эты Хамелеона (или Mamajek 1), близком (316 световых лет) и молодом (8 миллионов лет) рассеянном скоплении, открытом в 1999 году. Скопление содержит около 20 звёздных объектов и простирается на 40 угловых минут на небе Земли. Скопление содержит в том числе и звезду HD 75505 спектрального класса A, а также затменную двойную звезду RS Хамелеона. Все маломассивные звёзды (включая RS Cha) являются звёздами до главной последовательности, несколько из них до сих пор проявляют признаки аккреции из протопланетных дисков. Вероятно, скопление обладает общим собственным движением с другими молодыми звёздами в направлении созвездия Хамелеона и может являться компактным продолжением ассоциации Скорпиона — Центавра.